# 2010 en football
Cette page rassemble les faits marquants de l'année 2010 en football.

## Par mois

### Janvier
- 3 janvier, Coupe d'Angleterre, 3e tour : grosse surprise avec l'élimination de Manchester United par le club de Leeds (3e division). Cela faisait 29 ans que Leeds n'avait plus gagné sur la pelouse des Reds Devils.
- 7 janvier : Antonio Conte démissionne de son poste d'entraîneur de l'Atalanta Bergame. Bortolo Mutti est nommé en remplacement le 11 janvier.
- 8 janvier : un bus transportant l'équipe nationale togolaise est mitraillé par des rebelles à la frontière entre le Congo-Brazzaville et l'Angola. Bilan : 2 morts. À la suite de ce drame, l'équipe du Togo renonce à participer à la Coupe d'Afrique des nations et rentre au pays.
- 9 janvier, Championnat d'Italie : prolifique match entre l'Inter Milan et la lanterne rouge du championnat, Sienne. Les Nerazzurri s'imposent 4-3 au terme d'une rencontre à suspense.
- 10 janvier, 
  - Championnat d'Italie : au Stadio olimpico, le Milan AC s'impose 3-0 sur la Juventus. Ronaldinho est l'auteur d'un doublé.
  - Coupe de France, 32es de finale : la grosse surprise du jour est à mettre au profit de Plabennec (3e division), qui élimine l'OGC Nice (Ligue 1).
  - Ouverture de la Coupe d'Afrique des nations, avec le match Angola - Mali. La rencontre se solde sur le score de 4-4. Mené 4 à 0, le Mali créé l'exploit en parvenant à arracher le nul.
- 13 janvier : le jeune défenseur croate Dejan Lovren signe un contrat de 4 ans et demi en faveur de l'Olympique lyonnais.
- 16 janvier :
  - Championnat d'Angleterre : à Stamford Bridge, Chelsea bat largement Sunderland sur le score de 7-2.
  - Championnat d'Espagne : Large victoire du FC Barcelone sur le FC Séville (4-0). Le FC Barcelone avait pourtant été éliminé par le FC Séville en Coupe du Roi quelques jours plus tôt.
- 17 janvier :
  - Championnat de France : au Stade Jacques-Chaban-Delmas, les Girondins de Bordeaux et l'Olympique de Marseille font match nul un but partout. Les Bordelais terminent la rencontre à 10 à la suite de l'expulsion de Planus.
  - Championnat de Belgique : le RSC Anderlecht s'impose 4-0 sur la pelouse du Standard de Liège.
- 22 janvier : Alfio Basile démissionne de son poste d'entraîneur du CA Boca Juniors. Abel Alves, entraîneur adjoint, lui succède.
- 23 janvier : 
  - Championnat d'Angleterre : Manchester United s'impose 4-0 sur Hull City avec un quadruplé de l'attaquant Wayne Rooney.
  - Coupe de France, 32èmes de finale : grosse surprise avec l'élimination de Lille par le club de Colmar (CFA - 4e division). Les lillois occupent alors la 3e place au classement de Ligue 1.
- 25 janvier : Armin Veh est limogé de son poste d'entraîneur du VfL Wolfsburg. Le manager de l'équipe réserve, Lorenz-Günther Köstner, le remplace.
- 27 janvier, Coupe de France, 16èmes de finale : Plabennec (club de 3e division) créé une nouvelle fois la surprise en éliminant un autre club de Ligue 1, l'AS Nancy-Lorraine.
- 29 janvier : Alberto Zaccheroni devient le nouvel entraîneur de la Juventus. Il prend la relève de Ciro Ferrara.
- 31 janvier : 
  - Championnat d'Angleterre : Manchester United s'impose 3-1 sur Arsenal à l'Emirates Stadium.
  - Coupe d'Afrique des nations, finale : l'Égypte remporte la compétition pour la troisième fois consécutive en battant le Ghana sur le score de 1-0. Le Nigeria se classe troisième et l'Algérie quatrième.

### Février
- 1er février : Ernesto Valverde est limogé de son poste d'entraîneur de Villarreal. Juan Carlos Garrido le remplace.
- 7 février, Championnat d'Angleterre : Chelsea s'impose 2-0 sur Arsenal avec un doublé de Didier Drogba.
- 9 février : 
  - Edoardo Reja devient le nouvel entraîneur de la Lazio Rome. Il remplace Davide Ballardini. La Lazio occupe la 18e place de la Série A après 23 journées de championnat.
  - Coupe de France, huitièmes de finale : l'US Quevilly (CFA - 4e division) fait sensation en éliminant le Stade rennais (Ligue 1). Le club amateur avait déjà battu une équipe professionnelle, Angers (Ligue 2), au tour précédent.
- 10 février : 
  - László Bölöni démissionne de son poste d'entraîneur du Standard de Liège. Dominique D'Onofrio le remplace.
  - Championnat d'Angleterre : Arsenal bat le club de Liverpool grâce à un but d'Abou Diaby.
- 16 et 17 février, Ligue des champions de l'UEFA, huitièmes de finale aller :
  - Olympique lyonnais 1-0 Real Madrid
  - Milan AC 2-3 Manchester United
  - Bayern Munich 2-1 ACF Fiorentina
  - FC Porto 2-1 Arsenal FC
- 19 février : Jean-Marc Furlan est limogé de son poste d'entraîneur du FC Nantes. Le club nantais est 16e de Ligue 2 après la 24e journée du championnat. Baptiste Gentili, ancien entraîneur adjoint du club, le remplace quelques jours plus tard.
- 20 février, Championnat d'Allemagne : large victoire du VfB Stuttgart face au FC Cologne (5-1). L'attaquant brésilien Cacau inscrit 4 buts lors de ce match.
- 21 février :
  - Gianni De Biasi est limogé de son poste d'entraîneur de l'Udinese Calcio. Pasquale Marino, entraîneur du club de 2007 à 2009, reprend sa place.
  - Championnat d'Espagne : le Real Madrid s'impose largement (6-2) sur le club de Villarreal.
- 23 et 24 février, Ligue des champions de l'UEFA, huitièmes de finale aller :
  - VfB Stuttgart 1-1 FC Barcelone
  - Olympiakos Le Pirée 0-1 Girondins de Bordeaux
  - CSKA Moscou 1-1 FC Séville
  - Inter Milan 2-1 Chelsea FC
- 27 février, Championnat d'Angleterre : Manchester City s'impose 4-2 sur Chelsea à Stamford Bridge. C'est la première défaite de la saison en championnat pour les Blues de Chelsea.
- 28 février :
  - Championnat de France : au Parc des Princes, l'Olympique de Marseille l'emporte 3-0 sur le Paris Saint-Germain. Cette rencontre est émaillée par de nombreux affrontements entre supporters parisiens. À la suite de ces violences, le PSG se voit sanctionné de plusieurs matchs à huis clos. Les supporteurs marseillais avaient refusé de faire le déplacement dans la capitale en raison des mesures de sécurité jugées « excessives ».
  - Coupe de la Ligue anglaise, finale : Manchester United s'impose sur le score de 2-1 face à Aston Villa et conserve son titre.

### Mars
- 9 mars : 
  - Ligue des champions de l'UEFA, huitièmes de finale retour : la Fiorentina s'impose 3-2 sur sa pelouse face au Bayern Munich, tandis qu'Arsenal atomise le FC Porto (5-0). Au vu des matchs allers, c'est le Bayern et Arsenal qui se qualifient pour les quarts.
  - Didier Ollé-Nicolle est limogé de son poste d'entraîneur de l'OGC Nice. Éric Roy, ancien joueur du club, le remplace. Mais problème : ce dernier ne possède pas les diplômes requis pour entraîner une équipe professionnelle. L'OGC Nice occupe la 17e place de la Ligue 1 après la 27e journée de championnat.
- 10 mars, Ligue des champions de l'UEFA, huitièmes de finale retour : l'Olympique lyonnais tient le match nul (1-1) sur la pelouse du Real Madrid et Manchester United bat largement le club italien du Milan AC sur le score de 4-0. Au vu des matchs allers, c'est Lyon et Manchester qui obtiennent leur ticket pour le tour suivant.
- 14 mars : 
  - Championnat d'Espagne : le FC Barcelone s'impose 3-0 sur le FC Valence grâce à un triplé de Lionel Messi.
  - Championnat d'Italie : au Stadio olimpico de Turin, la Juventus et l'AC Sienne font match nul (3-3). La Juventus menait pourtant 3-0 après seulement 10 minutes de jeu.
- 15 mars : Phil Brown est licencié de son poste d'entraîneur de Hull City. Le club occupe l'avant dernière place de la Premier League alors que la fin du championnat approche.
- 16 mars, Ligue des champions de l'UEFA, huitièmes de finale retour : l'Inter Milan s'impose 1-0 sur la pelouse de Chelsea, et le CSKA Moscou s'impose également à l'extérieur sur la pelouse du FC Séville (2-1). Au vu des matchs allers, c'est l'Inter et le CSKA qui se qualifient pour les quarts. C'est la première fois que le CSKA atteint les quarts de finale de cette prestigieuse compétition.
- 17 mars : 
  - Championnat d'Angleterre : le club anglais de Portsmouth se voit pénalisé de neuf points au classement, à la suite de son placement en redressement judiciaire. Ceci condamne Pompey, lanterne rouge de la Premier League, à la relégation en deuxième division.
  - Ligue des champions de l'UEFA, huitièmes de finale retour : les Girondins de Bordeaux battent le club grec de l'Olympiakos Le Pirée (2-1) au stade Chaban-Delmas. Dans le même temps, le FC Barcelone s'impose largement sur le VfB Stuttgart au Camp Nou (4-0). Au vu des matchs allers, c'est Bordeaux et Barcelone qui sont qualifiés pour les quarts.
- 18 mars, Ligue Europa, huitièmes de finale retour : élimination de la Juventus par le club anglais de Fulham. Les londoniens, battus 3-1 lors du match l'aller, renversent la tendance lors du match retour en s'imposant sur le score de 4 buts à 1.
- 21 mars : 
  - Championnat d'Angleterre : Manchester United s'impose 2-1 sur le club de Liverpool au stade d'Old Trafford.
  - Championnat de France : au Stade Vélodrome, l'Olympique de Marseille l'emporte sur le score de 2-1 face à l'Olympique lyonnais.
- 23 mars, Coupe de France, quarts de finale : l'US Quevilly (CFA - 4e division) créé une nouvelle fois la surprise en éliminant l'US Boulogne (Ligue 1). Le score est de 3-1 en faveur des amateurs de la banlieue de Rouen.
- 24 mars :
  - Manuel Jiménez est limogé de son poste d'entraîneur du FC Séville. Antonio Alvarez, son adjoint, prend la relève.
  - Coupe de France, quarts de finale : spectaculaire rencontre entre l'AS Monaco et le FC Sochaux. Le club monégasque s'impose 4-3 après prolongation.
- 25 mars : Tony Mowbray est licencié de son poste de manager du Celtic Glasgow, à la suite d'une lourde défaite face à Saint Mirren. Neil Lennon assure l'intérim. Le Celtic occupe alors la deuxième place du championnat, 10 points derrière le leader, les Glasgow Rangers.
- 26 mars : Johan Cruijff est nommé président d'honneur du FC Barcelone. Il démissionne de son poste le 3 juillet.
- 27 mars : 
  - Championnat d'Angleterre : très large victoire de Chelsea sur Aston Villa (7-1). Frank Lampard inscrit 4 buts.
  - Coupe de la Ligue, finale : au Stade de France, l'Olympique de Marseille remporte la Coupe de la Ligue en battant les Girondins de Bordeaux sur le score de 3-1. C'est la première Coupe de la Ligue remportée par l'OM. C'est également le premier trophée remporté par le club marseillais depuis l'année 1993 (si l'on exclut la Coupe Intertoto 2005 dont le titre était partagé).
- 30 et 31 mars, Ligue des champions de l'UEFA, quarts de finale aller :
  - Olympique lyonnais 3-1 Girondins de Bordeaux
  - Bayern Munich 2-1 Manchester United
  - Arsenal FC 2-2 FC Barcelone
  - Inter Milan 1-0 FK CSKA Moscou

### Avril
- 1er avril, Ligue Europa, quarts de finale aller :
  - Fulham FC 2-1 VfL Wolfsburg
  - Hambourg SV 2-1 Standard de Liège
  - Valence CF 2-2 Atlético de Madrid
  - Benfica Lisbonne 1-0 Liverpool FC
- 3 avril, Championnat d'Angleterre : Chelsea s'impose 2 buts à 1 sur la pelouse de Manchester United et prend par la même occasion la tête du championnat. Manchester City s'impose largement sur le terrain de Burnley (6-1).
- 6 avril :
  - Ligue des champions de l'UEFA, quarts de finale retour : le FC Barcelone l'emporte 4 buts à 1 sur le club londonien d'Arsenal et se qualifie pour les demi-finales. L'Argentin Lionel Messi réussit l'exploit d'inscrire quatre buts. Dans l'autre match, l'Inter s'impose 1-0 sur le terrain du CSKA Moscou et obtient sa place dans le "dernier carré" de la compétition, ce qui n'était plus arrivé depuis l'année 2003.
  - Championnat d'Espagne : Javier Clemente remplace Onésimo Sánchez au poste d'entraîneur du Real Valladolid. Il s'agit du troisième entraîneur de la saison pour le club de Valladolid.
- 7 avril :
  - Championnat de France : au Stade Vélodrome, l'Olympique de Marseille s'impose 3 buts à 0 face au FC Sochaux en match retard de la 14e journée. L'OM s'empare par la même occasion de la tête du classement…
  - Ligue des champions de l'UEFA, quarts de finale retour : les Girondins de Bordeaux s'imposent 1-0 à domicile sur l'Olympique lyonnais et Manchester United s'impose 3-2 sur son terrain face au Bayern Munich. Les mancuniens menaient pourtant 2-0 à la 7e minute de jeu. Au vu des matchs allers, c'est Lyon et le Bayern qui sont qualifiés pour les demi-finales. C'est la première fois que l'OL atteint le "dernier carré" de cette prestigieuse compétition. C'est également la première fois depuis la saison 2002-2003 qu'il n'y aura pas de club anglais en demi-finale de la Ligue des champions.
- 8 avril, Ligue Europa, quarts de finale retour. Les qualifiés pour les demi-finales sont en gras.
  - Standard de Liège 1-3 Hambourg SV
  - Atlético de Madrid 0-0 Valence CF
  - Liverpool FC 4-1 Benfica Lisbonne
  - VfL Wolfsburg 0-1 Fulham FC
- 9 avril : Abel Alves démissionne de son poste d'entraîneur du CA Boca Juniors, à la suite d'une lourde défaite face au Colón de Santa Fe. C'est le troisième entraîneur à quitter le club en moins d'un an.
- 10 avril, Championnat d'Espagne : à Santiago Bernabéu, le FC Barcelone s'impose 2-0 sur le Real Madrid. Les buts sont inscrits par l'inévitable Lionel Messi et par le jeune Pedro.
- 13 et 14 avril, Coupe de France, demi-finales : fin de l'aventure pour les amateurs de l'US Quevilly (4e division), battu 1-0 par les joueurs du PSG au Stade Michel-d'Ornano de Caen. Dans l'autre match, l'AS Monaco s'impose 1-0 sur le Racing Club de Lens et rejoint le club de la capitale en finale.
- 16 avril, Championnat d'Italie : à San Siro, l'Inter Milan s'impose 2-0 sur la Juventus.
- 17 avril, Championnat d'Allemagne : très large victoire du Bayern Munich sur Hanovre (7-0). Arjen Robben est l'auteur de trois buts.
- 20 avril : le Sporting Portugal dévoile son nouvel entraîneur pour la saison 2010-2011. Il s'agit de Paulo Sergio, l'entraîneur du Vitória Guimarães.
  - Ligue des champions de l'UEFA, demi-finale aller : À San Siro, l'Inter Milan s'impose 3 buts à 1 sur le FC Barcelone.
- 21 avril, Ligue des champions de l'UEFA, demi-finale aller : à l'Allianz Arena, le Bayern Munich s'impose 1-0 sur l'Olympique lyonnais. Ce match voit l'expulsion de Ribéry côté bavarois et de Toulalan côté lyonnais.
- 22 avril, Ligue Europa, demi-finales aller : Hambourg et Fulham font match nul (0-0) tandis que l'Atlético Madrid s'impose 1-0 sur le club de Liverpool.
- 25 avril, Championnat d'Angleterre : très large victoire de Chelsea sur le club de Stoke City (7-0). Salomon Kalou inscrit trois buts.
- 26 avril : Bruno Labbadia est limogé de son poste d'entraîneur du Hambourg SV. Ricardo Moniz assure l'intérim. Cette éviction fait suite à une lourde défaite en championnat face au club d'Hoffenheim (5-1).
- 27 avril, Ligue des champions de l'UEFA, demi-finale retour : au Stade de Gerland, le Bayern Munich s'impose sur le score de 3-0 face à l'Olympique lyonnais. Ivica Olić inscrit un triplé et permet au club bavarois de se qualifier pour sa huitième finale de Ligue des champions.
- 28 avril, Ligue des champions de l'UEFA, demi-finale retour : malgré sa défaite 1-0 sur la pelouse du FC Barcelone, l'Inter Milan se qualifie pour la finale de la compétition grâce à sa victoire 3-1 lors du match aller. L'Inter n'avait plus atteint la finale depuis la saison 1971/1972.
- 29 avril, Ligue Europa, demi-finales retour : Liverpool s'impose 2-1 sur le club espagnol de l'Atlético Madrid. Même chose pour Fulham qui s'impose 2-1 sur le club de Hambourg. Au vu des matchs aller, la finale opposera Fulham à l'Atlético. Le club madrilène est qualifié grâce à la règle des buts marqués à l'extérieur.

### Mai
- 1er mai, Coupe de France, finale : au Stade de France, le PSG remporte la huitième Coupe de France de son histoire en battant l'AS Monaco sur le score de 1-0 après prolongation. L'unique but de la partie est inscrit par Guillaume Hoarau à la 106e minute de jeu.
- 5 mai : 
  - L’Olympique de Marseille remporte son neuvième titre de Champion de France après une victoire (3-1) contre le Stade rennais. L'OM n'avait plus été sacré champion de France depuis l'année 1992.
  - Coupe d'Italie, finale : l'Inter Milan remporte la sixième Coupe d'Italie de son histoire en battant l'AS Rome sur le score de 1 à 0. L'unique but de la partie est inscrit par Diego Milito à la 39e minute de jeu.
- 8 mai : le Bayern Munich remporte son 22e titre de Champion d'Allemagne après une victoire 3-1 sur le terrain du Hertha Berlin.
- 9 mai : Chelsea remporte son 4e titre de Champion d'Angleterre après une très large victoire (8-0) sur le club de Wigan Athletic. Manchester United termine deuxième, avec un point de retard sur le leader.
- 11 mai : Steve McClaren devient le nouvel entraîneur du VfL Wolfsburg.
- 12 mai, Ligue Europa, finale : à la HSH Nordbank Arena de Hambourg, le club espagnol de l'Atlético Madrid remporte la 1re édition de la Ligue Europa en battant le club anglais de Fulham. Le score est de 2 buts à 1 après prolongation. Diego Forlán inscrit un doublé et permet à l'Atlético de remporter son premier titre "européen".
- 15 mai :
  - Le Wydad AC est sacré champion du Maroc devant sa dauphine raja avec un total de 54 points (soit 15 victoires, 9 matchs nuls et 6 défaites). Il s'agit du 17e titre de champion pour l'Empereur.
  - Coupe de Belgique, finale : le K AA Gent remporte la Coupe en battant le Cercle Bruges (3-0). C'est la 3e Coupe de Belgique remportée par La Gantoise.
  - Coupe d'Angleterre, finale : à Wembley, Chelsea remporte la sixième FA Cup de son histoire en battant le club de Portsmouth sur le score de 1 à 0. L'unique but de la partie est inscrit par Didier Drogba à la 59e minute de jeu. Les "Blues" réalisent ainsi le doublé Coupe / Championnat.
  - Coupe d'Allemagne, finale : Au Stade olympique de Berlin, le Bayern Munich remporte la Coupe d'Allemagne en battant le club du Werder Brême sur le lourd score de 4-0. C'est la quinzième Coupe d'Allemagne remportée par le club bavarois, qui réalise ici le doublé Coupe / Championnat.
- 16 mai :
  - L'Inter Milan est sacrée championne d'Italie. Il s'agit du cinquième titre de champion consécutif pour les Nerazzurri.
  - Le FC Barcelone est sacré champion d'Espagne avec un total record de 99 points (soit 31 victoires, 6 matchs nuls et 1 seule défaite). Il s'agit du 20e titre de champion pour le club catalan. Le footballeur argentin Lionel Messi termine meilleur buteur du championnat avec un total de 34 buts.
- 19 mai :
  - L'attaquant international espagnol David Villa est transféré du FC Valence au FC Barcelone. Le montant de la transaction s'élève à 40 millions d'euros.
  - Luigi Delneri devient le nouvel entraîneur de la Juventus. Il remplace Alberto Zaccheroni.
  - Coupe d'Espagne, finale : au Camp Nou, le FC Séville remporte la Copa del Rey en battant l'Atlético Madrid (2-0). C'est la cinquième Coupe d'Espagne remportée par le club sévillan.
- 20 mai, Ligue des champions féminine de l'UEFA, finale : au Coliseum Alfonso Pérez de Getafe, le 1. FFC Turbine Potsdam remporte la Ligue des champions féminine en battant les joueuses de l'Olympique lyonnais aux Tirs au but (0-0 et 7 T.a.b. à 6). C'est la deuxième Coupe d'Europe remportée par le club de Potsdam et c'est la première fois que l'OL féminin atteint la finale de cette compétition.
- 21 mai :
  - L'attaquant marocain Marouane Chamakh, en fin de contrat à Bordeaux, s'engage en faveur du club londonien d'Arsenal.
  - Claudio Borghi devient le nouvel entraîneur du CA Boca Juniors.
- 22 mai, Ligue des champions, finale : au Stade Santiago Bernabéu de Madrid, l'Inter Milan remporte la Ligue des champions en battant le club allemand du Bayern Munich (2-0). Diego Milito inscrit un doublé et permet à l'Inter de remporter la troisième Ligue des champions de son histoire. Le club italien réalise ici le triplé Championnat / Coupe nationale / Ligue des champions. Il s'agit de la deuxième Ligue des champions remportée par l'entraîneur portugais José Mourinho.
- 24 mai : Armin Veh, ancien manager de Wolfsburg et de Stuttgart, prend le poste d'entraîneur de Hambourg.
- 25 mai : Jean Tigana devient le nouvel entraîneur des Girondins de Bordeaux. Il succède à Laurent Blanc, futur sélectionneur de l'équipe de France.
- 27 mai : Domenico Di Carlo devient le nouvel entraîneur de l'UC Sampdoria. Il succède à Luigi Delneri. La Sampdoria est qualifiée pour le Tour préliminaire de la Ligue des champions en ayant terminée 4e de son championnat.
- 28 mai :
  - L'UEFA attribue à la France l'organisation de l'Euro 2016. En parallèle, l'instance européenne adopte le fair-play financier : À l'avenir, "les clubs ne devront pas dépenser plus qu'ils ne peuvent générer sur une période donnée". Ce principe est néanmoins mis à mal assez vite, notamment en raison de l'intervention de riches hommes d'affaires à la tête de certains club, comme Chelsea ou Manchester City.
  - José Mourinho devient le nouvel entraîneur du Real Madrid. Il remplace Manuel Pellegrini.
- 29 mai : le défenseur espagnol Carlos Marchena joue son cinquantième match d'affilée avec l'Espagne sans connaître la défaite (le joueur cumule 42 victoires et 8 matchs nuls). Marchena bat ainsi le record d'invincibilité en équipe nationale, jusque-là détenu par le brésilien Garrincha.
- 30 mai : la Fédération italienne de football annonce l'arrivée de Cesare Prandelli au poste de sélectionneur à l'issue de la Coupe du monde 2010.

### Juin
- 3 juin : 
  - Avraham Grant devient le nouveau manager de West Ham.
  - Siniša Mihajlović devient le nouvel entraîneur de la Fiorentina. Il remplace Cesare Prandelli.
  - Rafael Benítez quitte son poste de manager de Liverpool par "consentement mutuel". Liverpool a terminé 7e de son championnat et ne s'est pas qualifié pour la Ligue des champions 2010-2011.
- 10 juin :
  - Rafael Benítez, ancien manager de Liverpool, prend le poste d'entraîneur de l'Inter Milan. Benítez signe un contrat de deux ans en faveur des Nerazzurri.
  - Bernd Schuster, ancien entraîneur du Real Madrid, devient le nouveau manager du club turc de Beşiktaş.
  - Le footballeur italien Francesco Flachi est suspendu des terrains pendant 12 ans, à la suite d'un contrôle positif à la cocaïne.
- 11 juin : ouverture de la Coupe du monde de la FIFA en Afrique du Sud. En match d'ouverture, les Bafana Bafana font match nul (1-1) face à l'équipe du Mexique.
- 13 juin : Sandro Rosell est élu président du FC Barcelone avec plus de 61 % des voix.
- 14 juin : l'attaquant international français Jimmy Briand est transféré du Stade rennais vers l'Olympique lyonnais. Briand signe un contrat de 4 ans en faveur du club rhodanien.
- 15 juin : Ewald Lienen devient le nouvel entraîneur du club grec de l'Olympiakos Le Pirée.
- 16 juin, Coupe du monde, 1er tour : la Suisse crée la surprise en battant l'Espagne (1-0), qui figure pourtant parmi les favoris.
- 22 juin, Coupe du monde, 1er tour : très large victoire du Portugal sur la Corée du Nord (7-0).
- 24 juin, Coupe du monde, 1er tour : la Slovaquie créé la surprise en s'imposant sur le score de 3-2 face à l'équipe d'Italie. L'Italie, tenante du titre, et la France, finaliste en 2006, ne sont pas qualifiés pas pour les huitièmes de finale.
- 25 juin : Massimiliano Allegri devient le nouvel entraîneur du Milan AC.
- 26 juin, Coupe du monde, huitièmes de finale : victoire de l'Uruguay sur la Corée du Sud et qualification du Ghana qui élimine les États-Unis.
- 27 juin, Coupe du monde, huitièmes de finale : victoire de l'Allemagne sur l'Angleterre (4-1) et qualification de l'Argentine qui sort le Mexique.
- 28 juin :
  - Coupe du monde, huitièmes de finale : victoire des Pays-Bas sur la Slovaquie et qualification du Brésil qui élimine le Chili.
  - Jean-Pierre Escalettes démissionne de son poste de président de la Fédération française de football (FFF). Cette démission fait suite à la débâcle des « Bleus » lors de la Coupe du monde en Afrique du Sud.
  - L'attaquant international argentin Ángel Di María signe un contrat de 6 ans en faveur du Real Madrid. L'indemnité de transfert versée au Benfica Lisbonne s'élève à plus de 25 millions d'euros.
  - Le défenseur espagnol César Azpilicueta s'engage pour 4 saisons en faveur de l'Olympique de Marseille.
- 29 juin, Coupe du monde, huitièmes de finale : victoire de l'Espagne sur le Portugal et qualification du Paraguay qui élimine le Japon aux Tirs au but.
  - Article détaillé : Phase à élimination directe de la Coupe du monde de football 2010
- 30 juin : le footballeur espagnol David Silva quitte le FC Valence et rejoint le club anglais de Manchester City. Le montant du transfert dépasse les 30 millions d'euros.

### Juillet
- 1er juillet : Roy Hodgson devient le nouveau manager du Liverpool Football Club.
- 2 juillet :
  - Le footballeur ivoirien Yaya Touré quitte le FC Barcelone et signe un contrat de 5 ans en faveur du club anglais de Manchester City. Le montant du transfert s'élève à 32 millions d'euros.
  - Le club londonien de Chelsea recrute le footballeur israélien Yossi Benayoun qui jouait en faveur du Liverpool FC.
  - Coupe du monde, quarts de finale : victoire des Pays-Bas sur le Brésil (2-1) et qualification de l'Uruguay qui élimine le Ghana aux Tirs au but (1-1, 4 T.a.b. à 2).
- 3 juillet, Coupe du monde, quarts de finale : large victoire de l'Allemagne sur l'Argentine (4-0) et qualification de l'Espagne qui élimine le Paraguay (1-0).
  - Article détaillé : Phase à élimination directe de la Coupe du monde 2010
- 6 juillet :
  - Le footballeur portugais João Moutinho quitte le Sporting Portugal et rejoint le club "rival" du FC Porto. Le montant du transfert est de onze millions d'euros, avec en plus le joueur Nuno André Coelho en échange.
  - Coupe du monde, demi-finale : les Pays-Bas s'imposent 3-2 sur l'Uruguay et se qualifient pour la finale à Soccer City.
- 7 juillet :
  - Le défenseur français Laurent Koscielny quitte le FC Lorient et rejoint le club londonien d'Arsenal. Le transfert est estimé à 12,5 millions d'euros.
  - Coupe du monde, demi-finale : l'Espagne s'impose 1-0 sur l'Allemagne et rejoint les Pays-Bas en finale.
    - Article détaillé : Phase à élimination directe de la Coupe du monde 2010
- 11 juillet, Coupe du monde, finale : l'Espagne est sacrée championne du monde en s'imposant 1-0 après prolongation sur les Pays-Bas. L'unique but de la partie est inscrit par Andrés Iniesta à la 117e minute de jeu. C'est la première Coupe du monde remportée par l'Espagne, qui réalise par la même occasion le doublé Championnat d'Europe / Coupe du monde. Lors de ce match, l'arbitre distribue treize avertissements (cartons), ce qui constitue un record pour une finale de Coupe du monde.
  - Article détaillé : Finale de la Coupe du monde 2010
- 12 juillet : l'ailier gauche brésilien Nenê est transféré de l'AS Monaco au Paris Saint-Germain.
- 16 juillet : le FC Barcelone recrute le footballeur international brésilien Adriano Correia qui jouait en faveur du FC Séville.
- 19 juillet : le footballeur anglais Joe Cole, en fin de contrat à Chelsea, s'engage pour 4 saisons en faveur du club de Liverpool.
- 24 juillet :
  - Mano Menezes devient le nouveau sélectionneur de l'équipe du Brésil.
  - Le footballeur serbe Aleksandar Kolarov quitte la Lazio Rome et rejoint le club anglais de Manchester city. Le transfert s'élève à 24 millions d'euros.
- 28 juillet : 
  - L'attaquant espagnol Raúl González, figure emblématique du Real Madrid, signe un contrat de 2 ans en faveur du club allemand de Schalke. Raúl aura joué 741 matchs et inscrit 323 buts, toutes compétitions confondues, en faveur du Real. C'est un record.
  - À Radès (Tunisie), l'Olympique de Marseille remporte le Trophée des champions en battant le Paris Saint-Germain aux tirs au but (0-0, 5-4 T.a.b.). C'est le premier Trophée des champions remporté par l'OM.
- 30 juillet :
  - Le footballeur allemand Sami Khedira signe un contrat de 5 ans en faveur du Real Madrid.
  - Championnat d'Europe des moins de 19 ans, finale : l'équipe de France des moins de 19 ans est sacrée championne d'Europe en battant l'équipe d'Espagne des moins de 19 ans. Le score est de 2 buts à 1.

### Août
- 3 août : le défenseur portugais Bruno Alves quitte le FC Porto et rejoint le club russe du Zénith Saint-Pétersbourg. Le montant de la transaction est de 22 millions d'euros.
- 6 août : le footballeur brésilien Hernanes s'engage pour 5 saisons en faveur du club italien de la Lazio de Rome. Le montant du transfert s'élève à 13,5 millions d'euros.
- 8 août : à Wembley, Manchester United remporte le Community Shield en battant le club londonien de Chelsea (3-1).
- 9 août : Martin O'Neill démissionne de son poste de manager d'Aston Villa.
- 11 août :
  - Ricardo Carvalho, défenseur central de Chelsea, signe un contrat de deux ans en faveur du Real Madrid.
  - Laurent Blanc dirige son premier match en équipe de France, à l'occasion d'une rencontre amicale face à la Norvège. Pour cette confrontation, il décide – avec le soutien de la FFF – d’écarter de la sélection les 23 mondialistes.
- 13 août :
  - Le jeune footballeur italien Mario Balotelli quitte l'Inter Milan et s'engage pour cinq saisons en faveur du club de Manchester City. Le transfert s'élève à 28 millions d'euros.
  - Le milieu défensif brésilien Ramires quitte le Benfica Lisbonne et rejoint le club londonien de Chelsea. La transaction se monte à 22 millions d'euros.
- 14 août : reprise du championnat d'Angleterre avec notamment une large victoire de Chelsea sur West Bromwich Albion (6-0). Didier Drogba est l'auteur d'un triplé.
- 15 août, Championnat d'Angleterre : Liverpool et Arsenal font match nul (1-1) à Anfield.
- 16 août : Vahid Halilhodžić devient le nouvel entraîneur du Dinamo Zagreb.
- 17 août :
  - Nicolas Anelka écope de 18 matchs de suspension en équipe de France, pour avoir insulté son sélectionneur, Raymond Domenech, lors de la Coupe du monde 2010. D'autres internationaux français sont également sanctionnés pour avoir boycotté un entraînement lors de cette compétition. En particulier Patrice Évra, le capitaine de l'équipe, qui obtient 5 matchs de suspension.
  - Le Real Madrid recrute le footballeur allemand Mesut Özil qui joue au Werder Brême. L'indemnité de transfert s'élève à près de 20 millions d'euros.
- 19 août : le footballeur français Loïc Rémy signe un contrat de 5 ans en faveur de l'Olympique de Marseille. L'indemnité de transfert est de 15,5 millions d'euros.
- 20 août : l'attaquant français André-Pierre Gignac quitte le Toulouse Football Club et s'engage pour 5 saisons en faveur de l'Olympique de Marseille. Le transfert s'élève à 16 millions d'euros.
- 21 août :
  - L'Inter Milan gagne son quatrième trophée de la saison, la Supercoupe d'Italie, en battant l'AS Roma, grâce à un but de Pandev et un doublé d'Eto'o. L'Inter devient par la même occasion la première équipe italienne à remporter quatre titres en une seule saison.
  - Le FC Barcelone remporte sa neuvième Supercoupe d'Espagne en battant (4-0) le FC Séville. Lionel Messi est l'auteur de trois buts.
  - Championnat d'Angleterre : Nouveau carton de Chelsea, qui bat Wigan sur le large score de 6-0. Dans le même temps, Arsenal corrige Blackpool sur le même score, grâce à notamment un triplé de Theo Walcott.
- 22 août, Championnat d'Angleterre : très large victoire de Newcastle sur Aston Villa (6-0). Andrew Carroll inscrit trois buts.
- 23 août : 
  - Championnat d'Angleterre : Manchester City s'impose 3-0 sur Liverpool, avec notamment un doublé de Carlos Tévez.
  - Yoann Gourcuff, le meneur de jeu bordelais, est transféré à l'Olympique lyonnais. Le montant du transfert s'élève à 22 millions d'euros, incluant en plus 4,5 millions d'euros de bonus divers.
- 26 août : le défenseur central Sébastien Squillaci, qui joue au FC Séville, signe un contrat de 3 ans avec Arsenal.
- 27 août :
  - Le milieu de terrain argentin Javier Mascherano s'engage pour quatre saisons en faveur du FC Barcelone. L'indemnité de transfert versée à son ancien club, Liverpool, s'élève à 22 millions d'euros.
  - Supercoupe de l'UEFA : à Monaco, l'Atlético de Madrid remporte la Supercoupe d'Europe en battant l'Inter de Milan sur le score de 2 à 0. Les buts sont inscrits par José Antonio Reyes et Sergio Agüero. Cette victoire de l'Atlético empêche l'Inter de remporter six trophées officiels durant la même saison. Cet exploit avait été réalisé par le FC Barcelone en 2009.
- 28 août :
  - Après une seule saison passée en Catalogne, le footballeur suédois Zlatan Ibrahimović retourne en Italie et s'engage en faveur du Milan AC. Le transfert consiste en un prêt, avec une option d'achat de 24 millions d'euros.
  - L'attaquant français David Trezeguet quitte le club italien de la Juventus et s'engage en faveur du club espagnol d'Alicante. En 10 saisons sous le maillot bianconero, Trezeguet aura disputé 320 matchs et inscrit 171 buts.
- 29 août, Championnat d'Allemagne : prolifique match entre le Bayer Leverkusen et le Borussia Mönchengladbach. Score final : 6-3 en faveur de Mönchengladbach.
  - Le footballeur portugais Raul Meireles quitte le FC Porto et s'engage pour 4 saisons en faveur du club anglais de Liverpool.
- 31 août :
  - L'attaquant néerlandais du Milan AC, Klaas-Jan Huntelaar, signe en faveur du club allemand de Schalke 04.
  - Le footballeur brésilien Robinho s'engage pour 4 ans en faveur du Milan AC. Le montant du transfert est de 18 millions d'euros.
  - Le club anglais de Sunderland recrute le footballeur ghanéen Asamoah Gyan qui joue en faveur du Stade rennais. Le transfert, qui se monte à 16 millions d'euros, constitue un nouveau record pour Sunderland.
  - Le footballeur néerlandais Rafael van der Vaart quitte le Real Madrid et s'engage en faveur du club anglais de Tottenham. Ce transfert, effectuée dans les toutes dernières minutes du mercato, est homologué de justesse par la Ligue anglaise de football.

### Septembre
- 9 septembre : Gérard Houllier devient le nouveau manager d'Aston Villa.
- 12 septembre, Championnat d'Espagne : prolifique match entre le Real Saragosse et Málaga. Málaga l'emporte 5 buts à 3 au stade de La Romareda.
- 14 septembre, Ligue des champions de l'UEFA, 1re journée :
  - Groupe B : Olympique lyonnais 1-0 Schalke 04
  - Groupe C : Manchester United 0-0 Glasgow Rangers
- 15 septembre, Ligue des champions de l'UEFA, 1re journée :
  - Groupe E : Bayern Munich 2-0 AS Rome
  - Groupe F : Olympique de Marseille 0-1 Spartak Moscou
  - Groupe G : Real Madrid 2-0 Ajax Amsterdam
  - Groupe G : Milan AC 2-0 AJ Auxerre
- 18 septembre, Championnat d'Allemagne : très large victoire du VfB Stuttgart sur le Borussia Mönchengladbach (7-0). Le footballeur russe Pavel Pogrebniak est l'auteur de trois buts.
- 19 septembre :
  - Championnat d'Angleterre : au stade d'Old Trafford, Manchester United s'impose 3-2 sur Liverpool. Dimitar Berbatov inscrit un triplé en faveur de Manchester.
  - Championnat de Belgique : prolifique match entre La Gantoise et Zulte Waregem. Score final : 5-3 en faveur du club de Gand.
- 22 septembre, Coupe de la Ligue anglaise, troisième tour : grosse surprise avec l'élimination de Liverpool par le club de Northampton (quatrième division).
- 25 septembre :
  - Championnat de France : au Stade de Gerland, l'AS Saint-Étienne s'impose sur le score de 1-0 face à l'Olympique lyonnais. Les "verts" n'avaient plus battus les lyonnais depuis l'année 1994.
  - Championnat d'Angleterre : au City of Manchester Stadium, Manchester City l'emporte 1-0 sur le club de Chelsea. L'unique but de la partie est inscrit par Carlos Tévez à la 59e minute de jeu.
- 26 septembre : Gregorio Manzano devient le nouvel entraîneur du FC Séville. Il remplace Antonio Álvarez, limogé à la suite de mauvais résultats.
- 28 septembre, Ligue des champions de l'UEFA, 2e journée :
  - Groupe E : FC Bâle 1-2 Bayern Munich
  - Groupe F : Chelsea FC 2-0 Olympique de Marseille
  - Groupe G : AJ Auxerre 0-1 Real Madrid
  - Groupe G : Ajax Amsterdam 1-1 Milan AC
- 29 septembre, Ligue des champions de l'UEFA, 2e journée :
  - Groupe B : Hapoël Tel-Aviv 1-3 Olympique lyonnais
  - Groupe C : Valence CF 0-1 Manchester United
  - Groupe D : Roubine Kazan 1-1 FC Barcelone

### Octobre
- 3 octobre :
  - Championnat d'Angleterre : à Stamford Bridge, Chelsea s'impose 2-0 sur le club d'Arsenal. Les buts sont inscrits par Didier Drogba et le brésilien Alex.
  - Championnat de Belgique : écrasante victoire 5-1 du Standard de Liège sur son grand rival du RSC Anderlecht. Tchité est l'auteur d'un doublé.
  - Championnat d'Espagne : très large victoire du Real Madrid sur le Deportivo La Corogne (6-1). Cristiano Ronaldo est l'auteur d'un doublé.
- 16 octobre, Championnat d'Espagne : au Camp Nou, le FC Barcelone s'impose 2-1 sur le Valence CF.
- 17 octobre, Championnat d'Angleterre : Everton s'impose 2-0 sur le club de Liverpool lors du derby de la Mersey. Les Reds sont 19e au classement après la 8e journée de championnat.
- 19 octobre, Ligue des champions de l'UEFA, 3e journée :
  - Groupe F : Olympique de Marseille 1-0 MŠK Žilina
  - Groupe G : Ajax Amsterdam 2-1 AJ Auxerre
  - Groupe G : Real Madrid 2-0 Milan AC
- 20 octobre, Ligue des champions de l'UEFA, 3e journée :
  - Groupe B : Olympique lyonnais 2-0 Benfica Lisbonne
  - Groupe C : Manchester United 1-0 Bursaspor
- 21 octobre : Gheorghe Hagi devient le nouvel entraîneur de Galatasaray. Il remplace Frank Rijkaard, limogé pour cause de mauvais résultats.
- 23 octobre, Championnat d'Espagne : large victoire du Real Madrid sur le Racing Santander (6-1). Cristiano Ronaldo inscrit 4 buts.
- 24 octobre :
  - Championnat des Pays-Bas : le PSV Eindhoven bat le Feyenoord Rotterdam sur le score fleuve de 10-0. Le brésilien Jonathan Reis inscrit 3 buts.
  - Championnat d'Angleterre : au City of Manchester Stadium, Arsenal s'impose 3-0 sur Manchester City. Les buts sont inscrits par Samir Nasri, Alexandre Song et Nicklas Bendtner.
- 30 octobre, Championnat d'Italie : à San Siro, la Juventus s'impose 2-1 sur le Milan AC. À cette occasion, Alessandro Del Piero inscrit sont 179e but en Serie A et devient le meilleur buteur de toute l'histoire du club, avec une unité de plus que Giampiero Boniperti.
- 31 octobre :
  - Championnat d'Espagne : large victoire du FC Barcelone sur le FC Séville (5-0). Les buts sont inscrits par Lionel Messi (x2), David Villa (x2), et Daniel Alves.
  - Championnat d'Angleterre : Newcastle s'impose 5-1 sur Sunderland, grâce à notamment un triplé de Kevin Nolan.

### Novembre
- 2 novembre, Ligue des champions de l'UEFA, 4e journée : 
  - Groupe A : Werder Brême 0-2 FC Twente
  - Groupe B : Benfica Lisbonne 4-3 Olympique lyonnais
- 3 novembre, Ligue des champions de l'UEFA, 4e journée : 
  - Groupe F : MŠK Žilina 0-7 Olympique de Marseille
  - Groupe G : Auxerre 2-1 Ajax Amsterdam
  - Groupe G : Milan AC 2-2 Real Madrid
- 6 novembre, Championnat d'Écosse : très large victoire du Celtic sur le club d'Aberdeen (9-0). Il s'agit du score le plus large de l'histoire de la Scottish Premier League.
- 7 novembre :
  - Championnat d'Angleterre : à Anfield, Liverpool bat Chelsea grâce à deux buts de Fernando Torres.
  - Championnat d'Allemagne : au Mercedes-Benz Arena, le VfB Stuttgart s'impose 6-0 sur le Werder Brême. Le roumain Ciprian Marica est l'homme du match : il inscrit en effet un but et donne 3 passes décisives.
  - Championnat de France : au Parc des Princes, le classico entre le PSG et l'OM est remporté par les parisiens sur le score de 2 buts à 1.
  - Championnat du Portugal : le FC Porto s'impose 5-0 sur le Benfica Lisbonne à l'Estádio do Dragão. Les buts sont signés Silvestre Varela, Falcao (x2) et Hulk (x2).
- 9 novembre : Ángel Cappa est limogé de son poste d'entraîneur du CA River Plate à la suite d'une série de mauvais résultats.
- 13 novembre :
  - Championnat de France : Lille s'impose 5-2 sur Caen au Stade Michel-d'Ornano, grâce à notamment un triplé de Moussa Sow.
  - Ligue des champions de la CAF, finale retour : le club congolais du Tout Puissant Mazembe remporte la Ligue des champions de la CAF et conserve ainsi son titre acquis en 2009.
- 14 novembre :
  - Championnat d'Angleterre : Sunderland créé la surprise en s'imposant 3-0 sur la pelouse du leader, Chelsea.
  - Championnat d'Italie : à San Siro, le Milan AC bat l'Inter Milan grâce à un but sur penalty de Zlatan Ibrahimović.
- 16 novembre : le FC Barcelone annonce sur son site officiel un accord avec le PSV Eindhoven pour le transfert de l'international néerlandais Ibrahim Afellay, qui rejoindra le club catalan en janvier 2011.
- 20 novembre :
  - Championnat d'Angleterre : Tottenham s'impose 3-2 sur la pelouse d'Arsenal. Les Gunners menaient pourtant 2-0 à la mi-temps.
  - Championnat d'Allemagne : au Veltins-Arena, Schalke s'impose 4-0 sur le Werder Brême, grâce à notamment un triplé de Raúl.
  - Championnat de Belgique : prolifique match nul entre La Gantoise et Westerlo. Score final : 4-4.
  - Championnat d'Espagne : très large victoire du FC Barcelone sur la pelouse d'Almería (8-0). Ce score constitue la plus large victoire à l'extérieur de l'histoire de la Liga. Lionel Messi est l'homme du match puisqu'il inscrit 3 buts et donne 2 passes décisives.
- 23 novembre, Ligue des champions de l'UEFA, 5e journée : 
  - Groupe E : AS Rome 3-2 Bayern Munich
  - Groupe F : Spartak Moscou 0-3 Olympique de Marseille
  - Groupe G : Ajax Amsterdam 0-4 Real Madrid
  - Groupe G : Auxerre 0-2 Milan AC
- 24 novembre, Ligue des champions de l'UEFA, 5e journée
  - Groupe B : Schalke 04 3-0 Olympique lyonnais
- 26 novembre : le FC Barcelone est désigné meilleur club européen de la décennie 2000-2010 par l'IFFHS[1].
- 27 novembre, Championnat d'Angleterre : très large victoire de Manchester United sur Blackburn (7-1). L'attaquant bulgare Dimitar Berbatov inscrit 5 buts.
- 28 novembre, Championnat d'Italie : à San Siro, prolifique match entre l'Inter Milan et Parme (5-2). Dejan Stanković inscrit 3 buts en faveur des Nerazzurri tandis que Jonathan Biabiany donne 3 passes décisives.
- 29 novembre, Championnat d'Espagne : au Camp Nou, le FC Barcelone de Pep Guardiola écrase le Real Madrid de José Mourinho sur le score de 5 à 0. Les buts sont signés Xavi, Pedro, David Villa (x2) et Jeffrén.

### Décembre
- 2 décembre : la FIFA confie l'organisation du Mondial 2018 à la Russie. L'édition 2022 revient au Qatar.
- 5 décembre, Championnat de France : prolifique match entre Lille et Lorient (6-3). Moussa Sow inscrit 3 buts en faveur du LOSC.
- 6 décembre :
  - Les joueurs du FC Barcelone Andrés Iniesta, Xavi Hernández et Lionel Messi sont les trois finalistes du Ballon d'Or 2010. Josep Guardiola, Vicente del Bosque et José Mourinho sont eux finalistes du Prix d'entraîneur de l'année FIFA. Les vainqueurs seront connus le 10 janvier 2011.
  - Martin Jol démissionne de son poste d'entraîneur de l'Ajax Amsterdam. Frank de Boer assure l'intérim.
- 7 décembre, Ligue des champions de l'UEFA, 6e journée. Les qualifiés pour les huitièmes sont en gras.
  - Groupe B : Olympique lyonnais 2-2 Hapoël Tel-Aviv
  - Groupe C : Manchester United 1-1 Valence
- 8 décembre, Ligue des champions de l'UEFA, 6e journée. Les qualifiés pour les huitièmes sont en gras.
  - Groupe E : Bayern Munich 3-0 FC Bâle
  - Groupe F : Olympique de Marseille 1-0 Chelsea
  - Groupe G : Real Madrid 4-0 Auxerre
  - Groupe G : Milan AC 0-2 Ajax Amsterdam
- 10 décembre, Coupe de France, 8e tour préliminaire : très grosse surprise avec la qualification pour les 32e de finale de l'US Chauvigny (club de sixième division), qui éliminine Châteauroux, club de Ligue 2. Le score est de 3 buts à 0.
- 12 décembre, Championnat des Pays-Bas : très large victoire du SC Heerenveen sur le FC Twente (6-2). L'attaquant marocain Oussama Assaidi inscrit 3 buts.
- 13 décembre, Championnat d'Angleterre : à Old Trafford, Manchester United s'impose 1-0 sur Arsenal, et prend par la même occasion la tête du championnat. L'unique but de la partie est inscrit par le joueur sud-coréen Park Ji-sung.
- 18 décembre : 
  - Championnat d'Espagne : à Cornellà-El Prat, lors du derby barcelonais, le FC Barcelone corrige l'Espanyol sur le score de 5 buts à 1. Il s'agit de la dixième victoire consécutive en championnat pour les Blaugrana.
  - Coupe du monde des clubs, finale : l'Inter Milan remporte la Coupe du monde des clubs en battant le Tout Puissant Mazembe sur le score de 3 buts à 0. C'est la première fois qu'un club africain atteint la finale de cette compétition.
- 19 décembre, Championnat d'Allemagne : au Mercedes-Benz-Arena, le Bayern Munich s'impose 5-3 sur le VfB Stuttgart. Mario Gómez inscrit 3 buts en faveur du club bavarois.
- 22 décembre, Coupe d'Espagne, huitièmes de finale aller : très large victoire du Real Madrid sur le club de Levante (8-0). Karim Benzema et Cristiano Ronaldo inscrivent 3 buts.
- 24 décembre : Leonardo devient le nouvel entraîneur de l'Inter Milan. Il remplace Rafael Benítez.
- 26 décembre, Championnat de Belgique : très large victoire d'Anderlecht sur le club de Lierse (6-0).
- 27 décembre, Championnat d'Angleterre : à l'Emirates Stadium, Arsenal s'impose 3-1 sur Chelsea.

## Principaux champions nationaux 2009-2010
- Algérie : MC Alger.
- Allemagne : Bayern Munich.
- Angleterre : Chelsea.
- Autriche : Red Bull Salzbourg.
- Belgique : RSC Anderlecht.
- Bulgarie : Litex Lovetch.
- Croatie : Dinamo Zagreb.
- Danemark : FC Copenhague.
- Écosse : Glasgow Rangers.
- Espagne : FC Barcelone.
- France : Olympique de Marseille.
- Grèce : Panathinaïkos.
- Hongrie : Debrecen VSC.
- Italie : Inter Milan.
- Maroc : Wydad de Casablanca.
- Pays-Bas : FC Twente.
- Portugal : SL Benfica.
- République tchèque : Sparta Prague.
- Roumanie : CFR 1907 Cluj.
- Sénégal : ASC Jaraaf
- Serbie : Partizan Belgrade.
- Suisse : FC Bâle.
- Tunisie : Espérance sportive de Tunis.
- Turquie : Bursaspor.
- Ukraine : Chakhtar Donetsk.

## Principaux décès
Plus d'informations : Liste d'acteurs du football morts en 2010.
| Date         | Nom                   | Pays             | 000Âge000 | Commentaires | Réf.   |
| 1er janvier  | Jean-Pierre Posca     | France           | 57 ans    | | [ 2 ]  |
| 7 janvier    | Alex Parker           | Écosse           | 74 ans    | International Écossais ayant remporté le Championnat d'Angleterre en 1963 et la Coupe d'Écosse en 1957 devenu entraîneur.                                                                                                  | [ 3 ]  |
| 9 janvier    | Amélété Abalo         | Togo             | 47 ans    | Joueur togolais ayant remporté comme joueur 2 Championnat du Togo et la Coupe du Togo 1987 puis comme entraîneur 2 Championnat du Togo.                                                                                    | [ 4 ]  |
| 19 janvier   | Panajot Pano          | Albanie          | 70 ans    | International albanais ayant remporté 4 championnat d'Albanie et 5 coupe d'Albanie. | [ 5 ]  |
| 5 février    | Joseph Mercier        | France           | 90 ans    | Joueur puis entraîneur français. |        |
| 8 février    | Erich Meier           | Allemagne        | 74 ans    | Champion d'Allemagne en 1959. | [ 6 ]  |
| 9 février    | Constant De Backker   | Belgique         | 81 ans    | Joueur belge ayant remporté le championnat de Belgique en 1957 et la Coupe de Belgique en 1955. | [ 7 ]  |
| 10 février   | Orlando Peçanha       | Brésil           | 74 ans    | International brésilien, vainqueur de la Coupe du monde 1958, de 2 Championnat d'Argentine et de la Coupe du Brésil 1965.                                                                                                  | [ 8 ]  |
| 12 février   | Luis Molowny          | Espagne          | 84 ans    | International espagnol ayant remporté comme joueur la Coupe des clubs champions 1956, 3 Championnat d'Espagne et la Coupe d'Espagne 1957 puis comme entraîneur 2 Coupe UEFA, 3 Championnat d'Espagne et 2 Coupe d'Espagne. | [ 9 ]  |
| 13 février   | André Le Menn         | France           | 75 ans    | | [ 10 ] |
| 20 février   | Eduardo Di Loreto     | Argentine        | 80 ans    | Joueur argentin ayant remporté 2 Coupe de France devenu entraîneur. | [ 11 ] |
| 6 mars       | Endurance Idahor      | Nigeria          | 25 ans    | Joueur nigerian ayant remporté le Championnat du Soudan en 2008 et 4 Coupe du Soudan. | [ 12 ] |
| 9 mars       | Antonio Moyano        | Espagne          | 82 ans    | Joueur espagnol devenu entraîneur ayant remporté le Championnat du Costa Rica 1987. Il fut également sélectionneur du Costa Rica.                                                                                          |        |
| 13 mars      | Édouard Kargu         | France           | 85 ans    | International français ayant remporté le Championnat de France en 1950. | [ 13 ] |
| 17 mars      | Abdellah Blinda       | Maroc            | 59 ans    | International marocain ayant remporté la Coupe du Maroc 1973 devenu entraîneur. Il fut également sélectionneur du Maroc.                                                                                                   | [ 14 ] |
| 31 mars      | Yves Baré             | Belgique         | 71 ans    | International belge ayant remporté la Coupe de Belgique 1971 devenu entraîneur. | [ 15 ] |
| 1er avril    | Bernard Maiseau       | France           | 81 ans    | | [ 16 ] |
| 8 avril      | Guillaume Cecutti     | France           | 39 ans    | |        |
| 9 avril      | Zoltán Varga          | Hongrie          | 65 ans    | International hongrois ayant remporté la médaille d'or aux Jeux olympiques d'été de 1964 et la Coupe des villes de foires 1965.                                                                                            | [ 17 ] |
| 10 avril     | Manfred Reichert      | Allemagne        | 69 ans    | |        |
| 19 avril     | Jean Bonato           | France           | 77 ans    | joueur puis entraineur | [ 18 ] |
| 22 avril     | Victor Nurenberg      | Luxembourg       | 79 ans    | International luxembourgeois ayant remporté 3 Championnat de France, 2 Coupe de France et 2 Coupe de Luxembourg. | [ 19 ] |
| 26 avril     | Alberto Vitoria       | Espagne          | 54 ans    | International espagnol ayant remporté 4 Championnat d'Espagne et la Coupe d'Espagne 1975. | [ 20 ] |
| 6 mai        | Giacomo Neri          | Italie           | 94 ans    | International italien devenu entraîneur. | [ 21 ] |
| 13 mai       | Georges Calmettes     | France           | 67 ans    | | [ 22 ] |
| 26 mai       | Leo Canjels           | Pays-Bas         | 77 ans    | International néerlandais devenu entraîneur. | [ 23 ] |
| 5 juin       | Dominique Blin        | France           | 58 ans    | | [ 24 ] |
| 6 juin       | Jean Cardon           | France           | 94 ans    | | [ 25 ] |
| 20 juin      | Roberto Rosato        | Italie           | 66 ans    | International italien ayant remporté l'Euro 1968, la Coupe intercontinentale 1969, la Coupe d'Europe des clubs champions 1969, 2 Coupe des coupes, le Championnat d'Italie 1968 et 3 Coupe d'Italie.                       | [ 26 ] |
| 27 juin      | Claude Robin          | France           | 69 ans    | International français ayant remporté 2 Championnat de France. | [ 27 ] |
| 3 juillet    | Herbert Erhardt       | Allemagne        | 79 ans    | Vainqueur de la Coupe du monde 1954 | [ 28 ] |
| 18 juillet   | Jean Aubert           | France           | 86 ans    | | [ 29 ] |
| 21 juillet   | Léon Alpsteg          | France           | 81 ans    | | [ 30 ] |
| 23 juillet   | Fernand Armenante     | France           | 57 ans    | | [ 31 ] |
| 26 juillet   | Mićun Jovanić         | Yougoslavie      | 57 ans    | International yougoslave ayant remporté 4 championnat de Yougoslavie et 5 Coupe de Yougoslavie denu entraîneur. | [ 32 ] |
| 2 août       | José María Silvero    | Argentine        | 78 ans    | Joueur argentin ayant remporté 3 Championnat d'Argentine et comme entraîneur le Championnat d'Argentine 1970 | [ 33 ] |
| 3 août       | Didier Wacouboué      | Côte d'Ivoire    | 36 ans    | Joueur Ivoirien. | [ 34 ] |
| 8 août       | Massamesso Tchangaï   | Togo             | 32 ans    | International togolais ayant remporté le Championnat du Togo 1996. | [ 35 ] |
| 22 août      | Stjepan Bobek         | Yougoslavie      | 86 ans    | International yougoslave ayant remporté deux médailles d'argent aux Jeux olympiques et 3 Championnat de Yougoslavie devenu entraîneur.                                                                                     | [ 36 ] |
| 30 août      | Francisco Varallo     | Argentine        | 100 ans   | International argentin ayant remporté la Copa América 1937 et 3 Championnat d'Argentine. | [ 37 ] |
| 2 septembre  | Jackie Sinclair       | Écosse           | 67 ans    | International Écossais ayant remporté la Coupe des villes de foires 1969. \|\| |        |
| 3 septembre  | José Augusto Torres   | Portugal         | 71 ans    | International portugais ayant remporté 2 Coupe d'Europe des Clubs Champions, 9 Championnat du Portugal et 4 Coupe du Portugal devenu entraîneur.                                                                           | [ 39 ] |
| 12 septembre | Marc Rastoll          | France           | 66 ans    | Joueur français. | [ 40 ] |
| 18 septembre | Henning Helbrandt     | Danemark         | 75 ans    | International danois ayant remporté la médaille d'argent aux Jeux olympiques 1960. |        |
| 18 septembre | Bobby Smith           | Angleterre       | 77 ans    | International Anglais ayant remporté la Coupe d'Europe des vainqueurs de coupe 1963, 2 Championnat d'Angleterre et 2 Coupe d'Angleterre.                                                                                   | [ 41 ] |
| 19 novembre  | Philippe Levavasseur  | France           | 64        | Joueur français. | [ 42 ] |
| 23 septembre | Fernando Riera        | Chili            | 90 ans    | International chilien devenu entraîneur et sélectionneur de son pays. | [ 43 ] |
| 25 septembre | Houari Ouali          | Algérie          | 56 ans    | International algérien ayant remporté la Coupe d'Algérie 1978 | [ 44 ] |
| 26 septembre | Michel Odasso         | France           | 62 ans    | |        |
| 13 octobre   | Juan Carlos Arteche   | Espagne          | 53 ans    | International espagnol ayant remporté la Coupe d'Espagne 1985 | [ 45 ] |
| 19 octobre   | Philippe Levavasseur  | France           | 64 ans    | Joueur français. | [ 46 ] |
| 27 octobre   | Frédéric Darras       | France           | 44 ans    | Joueur français. | [ 47 ] |
| 5 novembre   | Aristide Gorelli      | France           | 95 ans    | Joueur français ayant remporté le Championnat de France 1937. | [ 48 ] |
| 17 novembre  | Nena                  | Brésil           | 87 ans    | International brésilien. | [ 49 ] |
| 25 novembre  | Leonardo Colella      | Brésil           | 80 ans    | Joueur brésilien. | [ 50 ] |
| 28 novembre  | Vladimir Maslatchenko | Union soviétique | 74 ans    | International soviétique ayant remporté le Championnat d'URSS 1962 et 3 Coupe URSS. | [ 51 ] |
| 29 novembre  | Patrice Lestage       | France           | 49 ans    | Joueur français. | [ 52 ] |
| 30 novembre  | Casimir Koza          | France           | 75 ans    | International français |        |
| 30 novembre  | Imre Sátori           | Hongrie          | 73 ans    | joueur hongrois ayant remporté la médaille de bronze aux Jeux olympiques 1960 et le Championnat de Hongrie 1959. |        |
| 3 décembre   | José Ramos Delgado    | Argentine        | 75 ans    | International argentin ayant remporté le Championnat du Brésil en 1968. | [ 53 ] |
| 4 décembre   | Roger Boury           | France           | 84 ans    | International français | [ 54 ] |
| 6 décembre   | René Hauss            | France           | 83 ans    | joueur français ayant remporté 2 Coupe de France puis comme entraîneur 3 Championnat de Belgique. | [ 55 ] |
| 10 décembre  | Marcel Domingo        | France           | 86 ans    | International français ayant remporté 2 Championnat d'Espagne, le Championnat de France 1952 et la Coupe de France 1952 puis comme entraîneur le Championnat d'Espagne 1970 et la Coupe d'Espagne 1979.                    | .      |
| 13 décembre  | Fernand Massay        | Belgique         | 90 ans    | International belge. | .      |
| 16 décembre  | Kazimir Hnatow        | France           | 81 ans    | joueur puis entraîneur français. | [ 58 ] |
| 21 décembre  | Enzo Bearzot          | Italie           | 83 ans    | Joueur italien puis entraîneur. Il fut également sélectionneur de son pays avec il remporta la Coupe du monde en 1982. | [ 59 ] |
| 24 décembre  | Frans de Munck        | Pays-Bas         | 88 ans    | Joueur puis entraîneur Néerlandais. | [ 60 ] |
| 27 décembre  | François Mercurio     | France           | 80 ans    | Joueur français. | [ 61 ] |
| 28 décembre  | Avi Cohen             | Israël           | 54 ans    | Joueur international Israélien ayant remporté la Ligue des champions en 1981, le Championnat d'Angleterre en 1980, 2 Championnat d'Israël et 2 Coupe d'Israël devenu entraîneur.                                           | [ 62 ] |